# Ozero Bol'shaya Saryoba
Ozero Bol'shaya Saryoba är en saltsjö i Kazakstan.   Den ligger i oblystet Aqmola, i den centrala delen av landet, 40 km öster om huvudstaden Astana. Arean är 16,4 kvadratkilometer.